# Le Soleil assassiné
Pour plus de détails, voir Fiche technique et Distribution.
Le Soleil assassiné est un film franco-belgo-tunisio-algérien réalisé par Abdelkrim Bahloul et sorti en 2003.
Produit par Martine de Clermont-Tonnerre et les frères Dardenne, le film évoque la mémoire du poète Jean Sénac (1926-1973), assassiné en août 1973 dans des conditions mystérieuses.

## Synopsis
Animateur de l’émission Poésie sur tous les fronts sur une radio algérienne, le poète Jean Sénac choisit, au moment de l’accès à l’indépendance de l’Algérie, de rester dans ce pays. Des années après, les relations avec le pouvoir se sont nettement dégradées et la police politique, le considérant comme un subversif dangereux de surcroît homosexuel, le surveille de près.

## Fiche technique
- Titre : Le Soleil assassiné
- Réalisation : Abdelkrim Bahloul
- Scénario : Abdelkrim Bahloul, Charlotte Guique, Jean-Pierre Péroncel-Hugoz
- Photographie : Charles Van Damme
- Montage : Jacques Witta et Pierre Didier
- Musique : Jean-Marie Sénia
- Producteurs : Martine de Clermont-Tonnerre, Jean-Pierre et Luc Dardenne
- Sociétés de production : Les Films du Fleuve, France 3 Cinéma, Mact Productions
- Pays d'origine :  France et  Belgique
- Format : couleur — 35 mm — 2,35:1 — Son : Dolby
- Genre : drame
- Durée : 85 minutes
- Dates de sortie :
  -  Allemagne : 28 septembre 2003 (Festival du film de Hambourg)
  -  Maroc : 7 octobre 2003  (Festival international du film de Marrakech)
  -  France : 6 mars 2004  (Itinérances) / 18 août 2004 (sortie nationale)

## Distribution
- Charles Berling : Jean Sénac
- Mehdi Dehbi : Hamid
- Alexis Loret : Belkacem
- Abbes Zahmani : Othmane
- Julia Maraval : Keltoum
- Clotilde de Bayser : Nathalie
- Ouassini Embarek : Belkacem
- Lotfi Abdelli : Zine
- Fethi Haddaoui : homme interrogé
- Hichem Rostom : Bramsi

## Distinctions
- 2003 : Golden Zénith au Festival des films du monde de Montréal
- 2003 : prix au Festival international du film de Saint-Sébastien